# Abri Pataud
Abri Pataud är en arkeologisk fyndplats vid byn Les Eyzies i departementet Dordogne i Frankrike.
De äldsta fynden i avlagringarna dateras till paleolitikum och föremålen visar att platsen var bebodd i flera tusen år. Intensiva utgrävningar utfördes under 1950- och 1960-talet. Här hittades bland annat målade föremål av kalksten, föremål med ristade mönster och venusfiguriner. Den systematiska undersökningen påbörjades under ledning av Hallam L. Movius (1907–1987).
Under 1960-talet upptäcktes bland annat ett större antal nästan identiska fyrkantiga konstpärlor. En undersökning från 2011 visade att de med stor sannolikhet är gjorda av elfenben.
En del av utgrävningsplatsen är tillgänglig för besökare och är uppbyggd som ett museum.

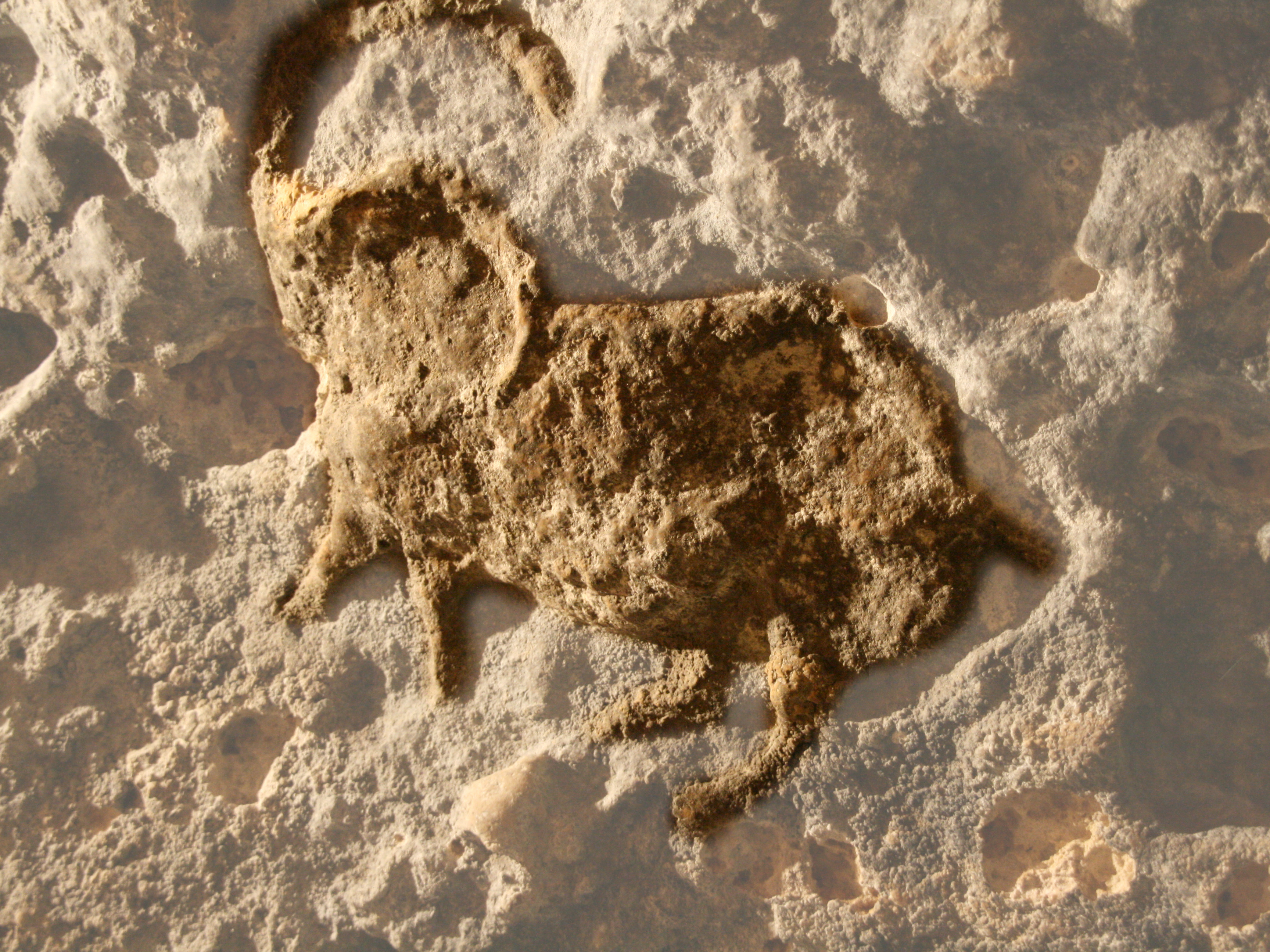
Relief som föreställer en stenbock
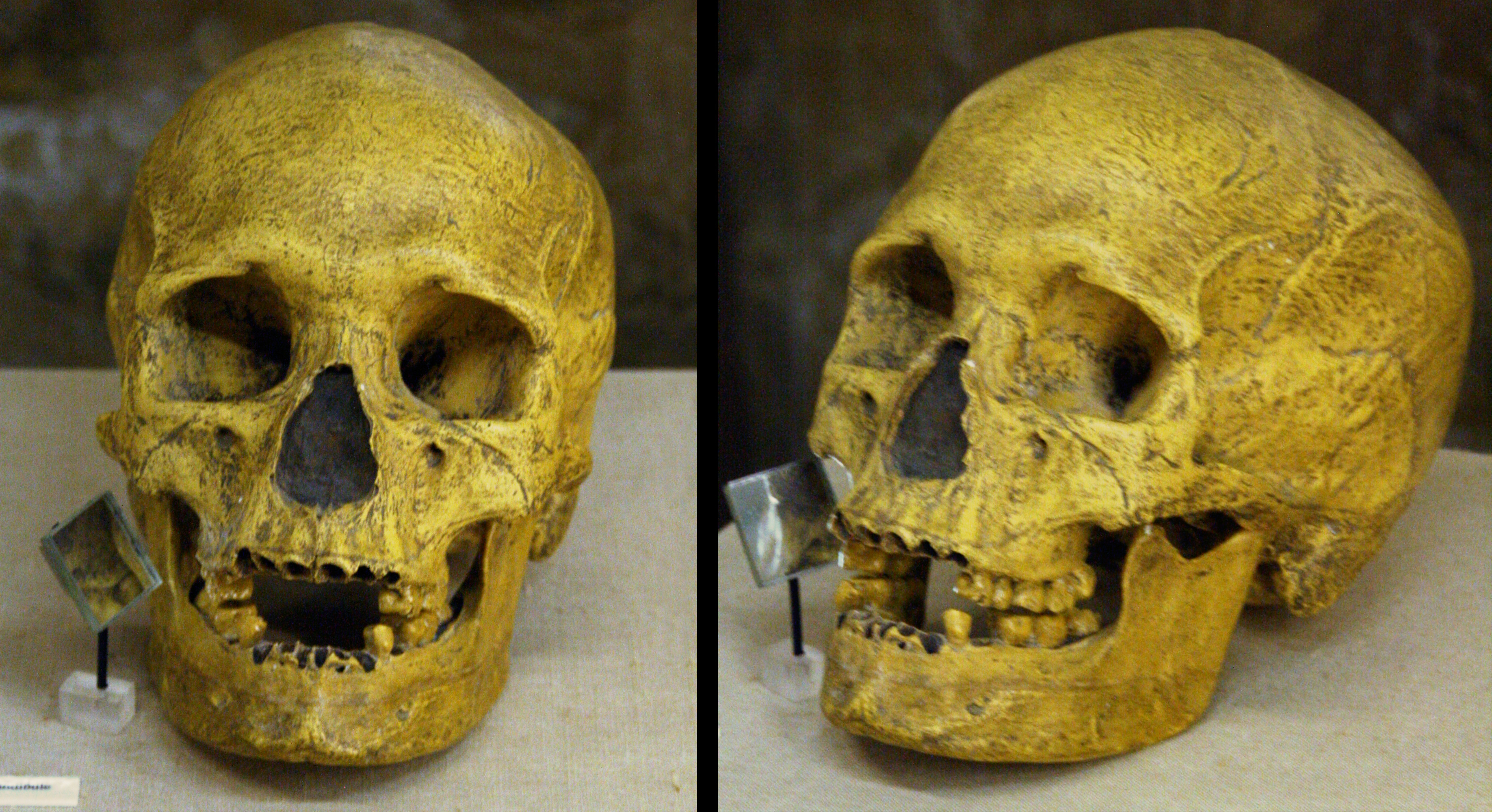
Kranium av en ung kvinna
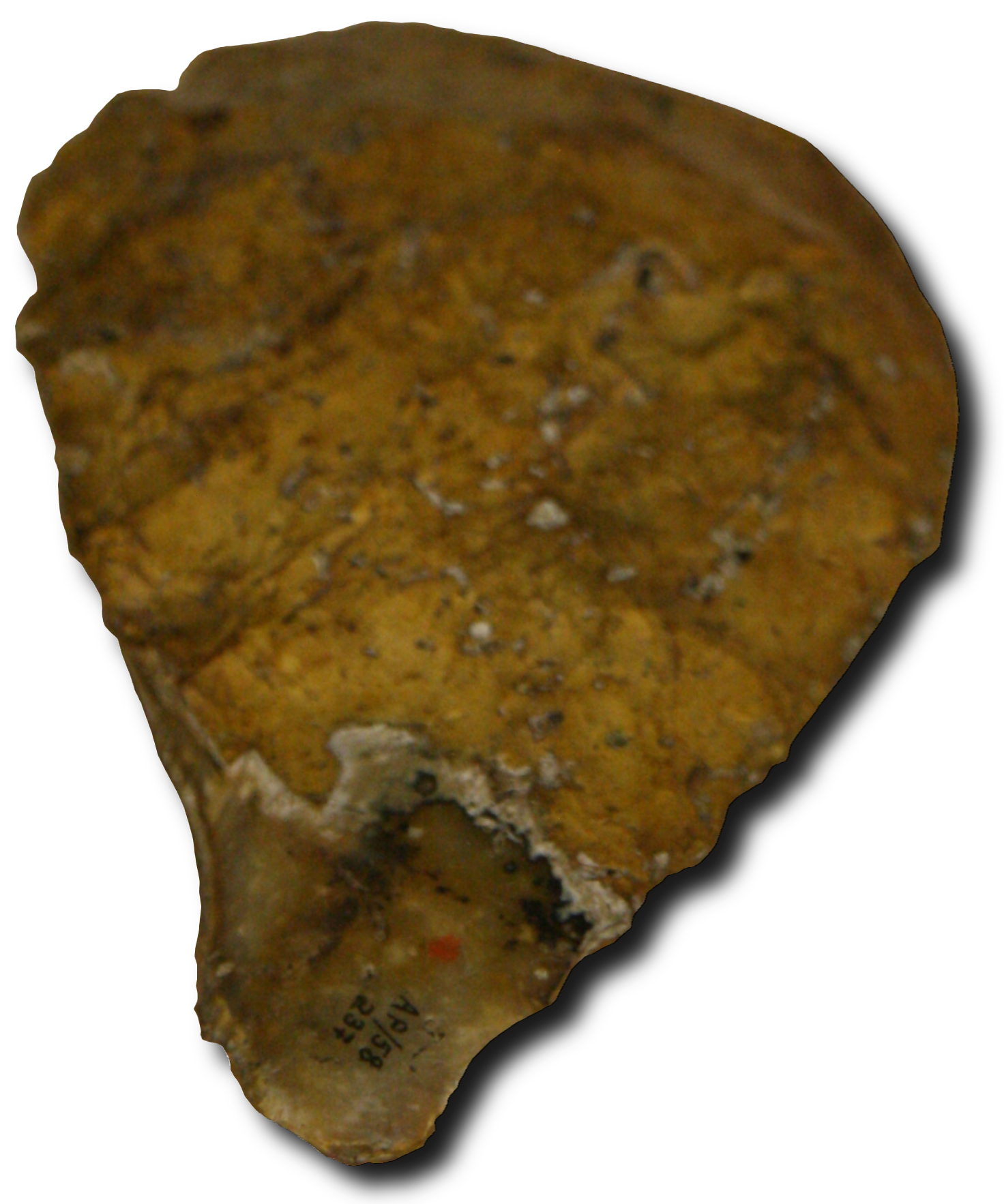
Stenyxa som användes under olika epoker